# Paracentromedon whero
Paracentromedon whero är en kräftdjursart som först beskrevs av Fenwick 1983.  Paracentromedon whero ingår i släktet Paracentromedon och familjen Lysianassidae. Inga underarter finns listade i Catalogue of Life.